# Wisla Cracòvia SA
El Wisla Cracòvia SA (Wisła Kraków Spółka Akcyjna, IPA: ['viswa 'krakuf]), anteriorment Towarzystwo Sportowe Wisła Kraków Spółka Akcyjna, és un club de futbol polonès de la ciutat de Cracòvia (voivodat de la Petita Polònia, Polònia). L'escut de l'equip és una estrella blanca sobre un fons vermell.

## Història
Evolució del nom:
- 1906: TS Wisła Cracòvia
- 1940: DTSG Cracòvia
- 1945: TS Wisla Cracòvia
- 1948: ZS Gwardia-Wisła Cracòvia
- 1955: TS Wisła Cracòvia
- 1967: GTS Wisła Kraków
- 1991: TS Wisła Cracòvia
- 1997: TS Wisła Kraków - Piłka Nożna SSA
- 1999: Wisła Kraków SSA
- 2007: Wisła Kraków SA

## Palmarès

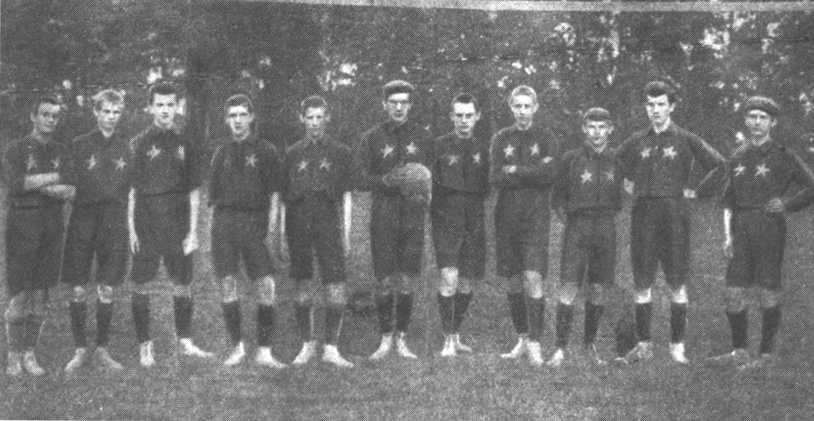
Wisla de Cracòvia 1907.

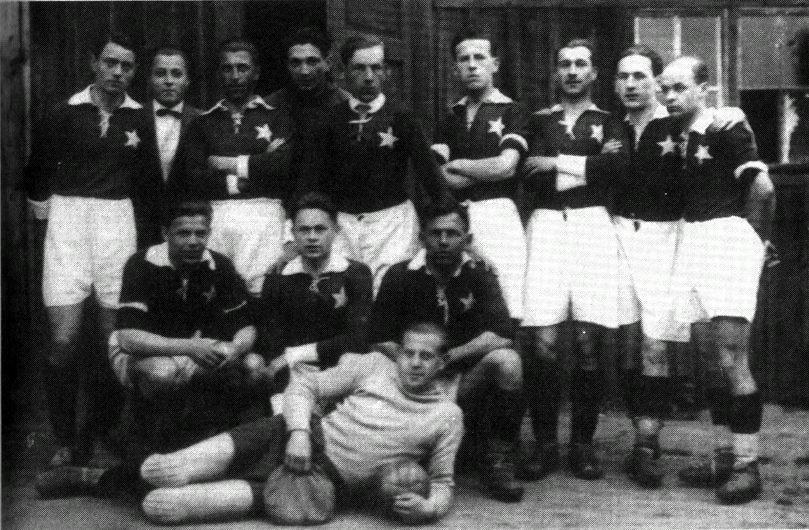
Wisla de Cracòvia 1927.

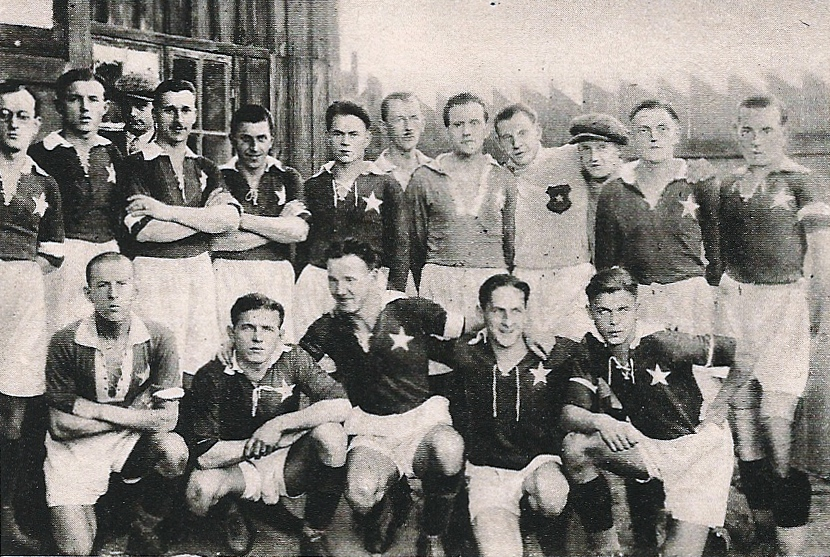
Wisla de Cracòvia 1928.

### Nacional
- Ekstraklasa (Primera divisió):[2]
  - 1r lloc (13) : 1927, 1928, 1949, 1950, 1978, 1999, 2001, 2003, 2004, 2005, 2008, 2009, 2011
  - 2n lloc (13): 1923, 1930, 1931, 1936, 1947, 1948, 1951, 1966, 1981, 2000, 2002, 2006, 2010
  - 3r lloc (9): 1925, 1929, 1933, 1934, 1938, 1953, 1976, 1991, 1998
- Copa polonesa de futbol:[3]
  - Campió (5): 1926, 1967, 2002, 2003, 2024
  - Finalista (6): 1951, 1954, 1979, 1984, 2000, 2008
- Supercopa polonesa de futbol:
  - Campió (1): 2001
  - Finalista (3): 1999, 2004, 2008, 2009
- Copa de la Lliga polonesa de futbol:[4]

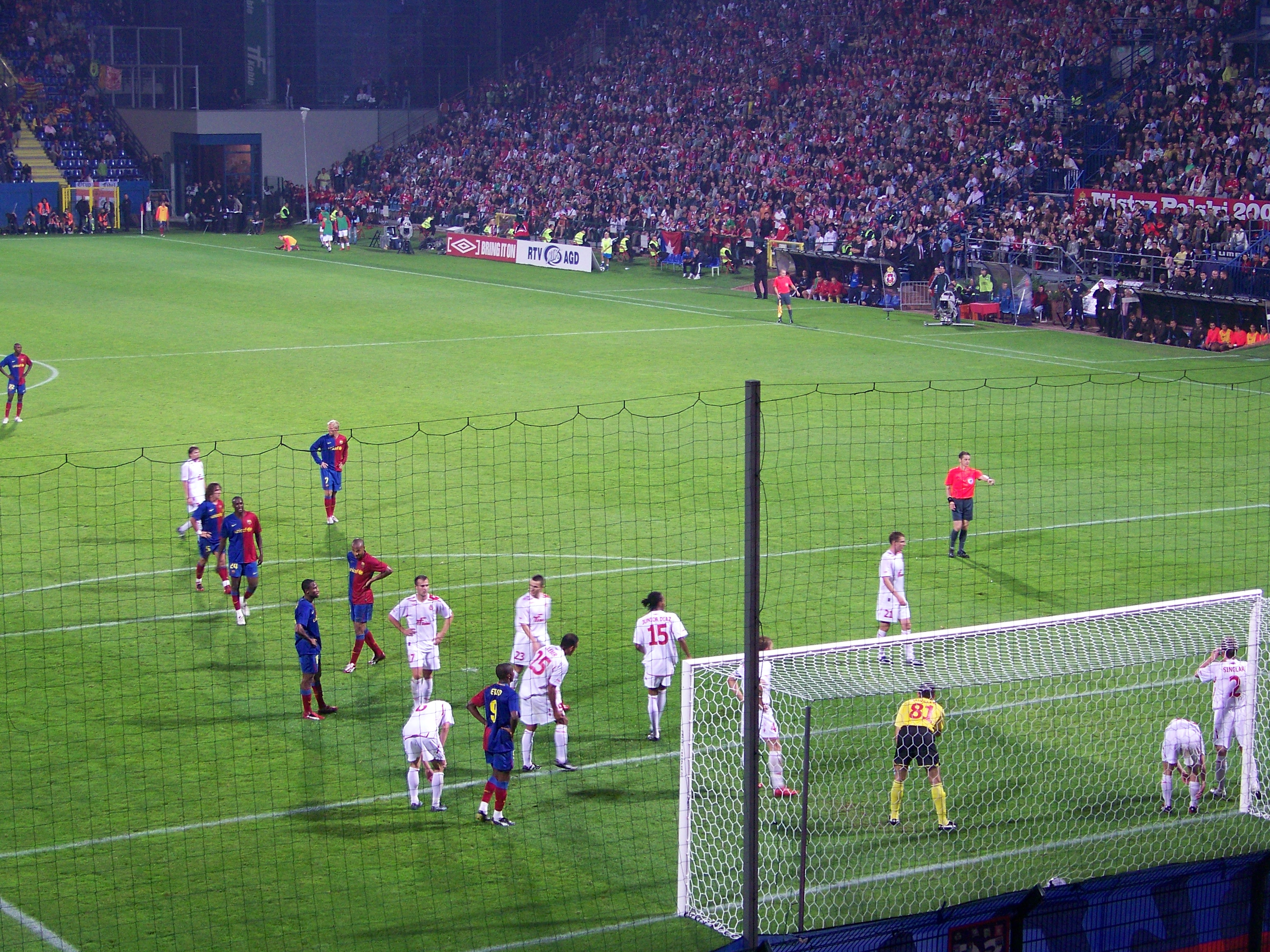
Wisla de Cracòvia 1:0 Futbol Club Barcelona (2008)

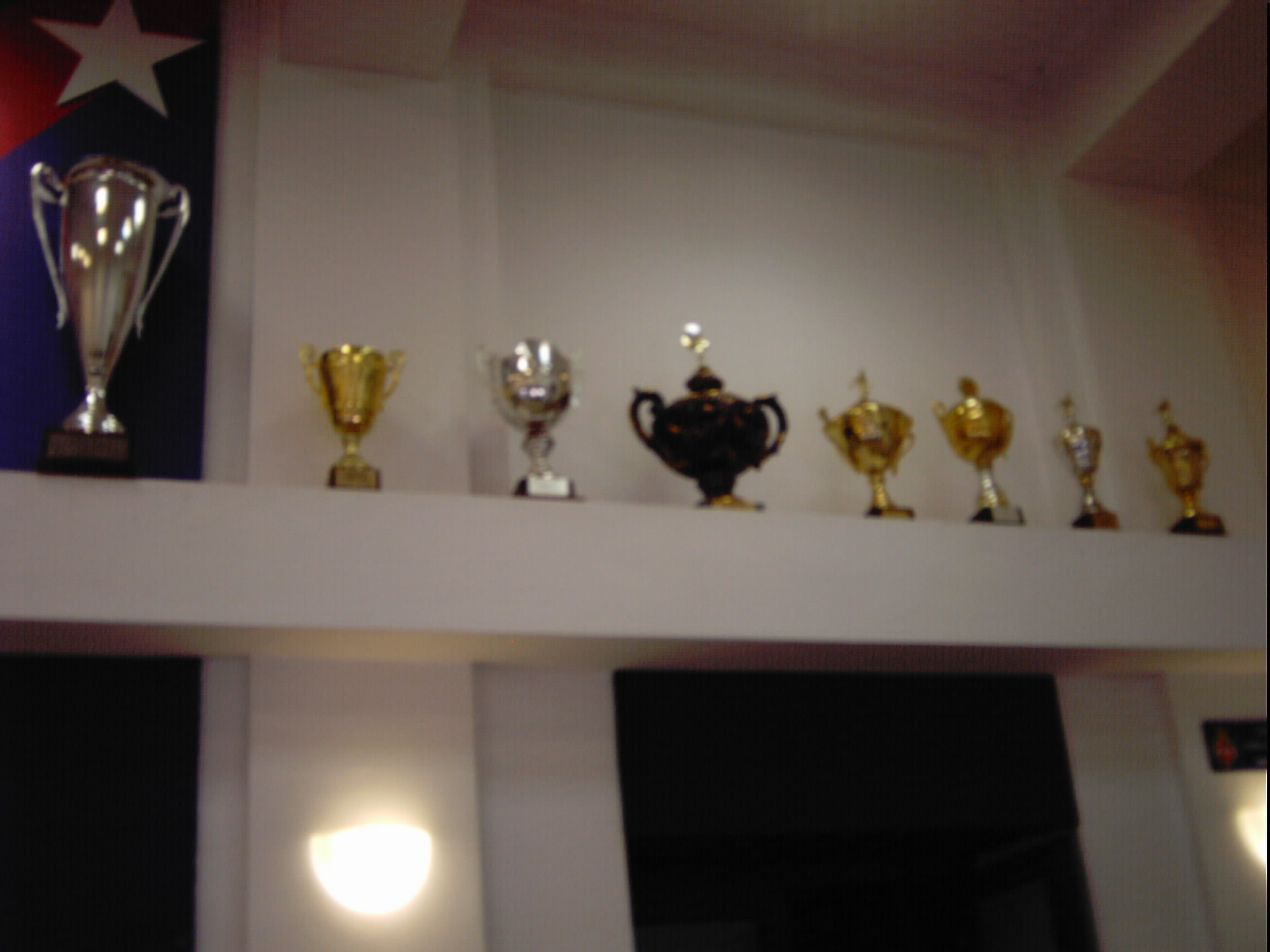
Algus trofeus del Wisla.

  - Campió (1): 2001
  - Finalista (1): 2002

### Europa
- Lliga de Campions de la UEFA:
  - Quarts de final (1): 1979
- Recopa d'Europa de futbol:
  - Vuitens de final (2): 1968, 1985
- Copa de la UEFA:
  - Vuitens de final (1): 2003
- Copa Intertoto de la UEFA:
  - Campió (3): 1970, 1971, 1973

### Intercontinental
- Chicago Trophy:
  - Campió (1): 2007

## El Wisła a Europa
| Temporada | Competició                   | Ronda |  | Club                          | Resultat |
| --------- | ---------------------------- | ----- |  | ----------------------------- | -------- |
| 1967/68   | Recopa d'Europa de futbol    | 1R    |  | HJK Helsinki                  | 4-1, 4-0 |
|           |                              | 2R    |  | Hamburger SV                  | 0-1, 0-4 |
| 1976/77   | Copa de la UEFA              | 1R    |  | Celtic Glasgow                | 2-2, 2-0 |
|           |                              | 2R    |  | R.W.D. Molenbeek              | 1-1, 1-1 |
| 1978/79   | Copa d'Europa de futbol      | 1R    |  | Club Brugge K.V.              | 1-2, 3-1 |
|           |                              | 2R    |  | Zbrojovka Brno                | 2-2, 1-1 |
|           |                              | 1/4F  |  | Malmö FF                      | 2-1, 1-4 |
| 1981/82   | Copa de la UEFA              | 1R    |  | Malmö FF                      | 0-2, 1-3 |
| 1984/85   | Recopa d'Europa de futbol    | 1R    |  | Íþróttabandalag Vestmannaeyja | 4-2, 3-1 |
|           |                              | 2R    |  | Fortuna Sittard               | 0-2, 2-1 |
| 1998/99   | Copa de la UEFA              | 1Q    |  | Newtown F.C.                  | 0-0, 7-0 |
|           |                              | 2Q    |  | Trabzonspor                   | 5-1, 2-1 |
|           |                              | 1R    |  | NK Maribor                    | 2-0, 3-0 |
|           |                              | 2R    |  | Parma F.C.                    | 1-1, 1-2 |
| 2000/01   | Copa de la UEFA              | Q     |  | FK Željeznicar                | 0-0, 3-1 |
|           |                              | 1R    |  | Reial Saragossa               | 1-4, 4-1 |
|           |                              | 2R    |  | FC Porto                      | 0-0, 0-3 |
| 2001/02   | Lliga de Campions de la UEFA | 2Q    |  | Skonto FC                     | 2-1, 1-0 |
|           |                              | 3Q    |  | FC Barcelona                  | 3-4, 0-1 |
|           | Copa de la UEFA              | 1R    |  | Hajduk Split                  | 2-2, 1-0 |
|           |                              | 2R    |  | Inter de Milà                 | 0-2, 1-0 |
| 2002/03   | Copa de la UEFA              | Q     |  | Glentoran FC                  | 2-0, 4-0 |
|           |                              | 1R    |  | NK Primorje                   | 2-0, 6-1 |
|           |                              | 2R    |  | Parma F.C.                    | 1-2, 4-1 |
|           |                              | 3R    |  | FC Schalke 04                 | 1-1, 4-1 |
|           |                              | 4R    |  | S.S. Lazio                    | 3-3, 1-2 |
| 2003/04   | Lliga de Campions de la UEFA | 2Q    |  | Omonia                        | 5-2, 2-2 |
|           |                              | 3Q    |  | Anderlecht Brussels           | 1-3, 0-1 |
|           | Copa de la UEFA              | 1R    |  | NEC Nimega                    | 2-1, 2-1 |
|           |                              | 2R    |  | Vålerenga I.F.                | 0-0, 0-0 |
| 2004/05   | Lliga de Campions de la UEFA | 2Q    |  | WIT Georgia Tbilisi           | 8-2, 3-0 |
|           |                              | 3Q    |  | Reial Madrid                  | 0-2, 1-3 |
|           | Copa de la UEFA              | 1R    |  | FC Dinamo Tbilisi             | 4-3, 1-2 |
| 2005/06   | Lliga de Campions de la UEFA | 3Q    |  | Panathinaikos FC              | 3-1, 1-4 |
|           | Copa de la UEFA              | 1R    |  | Vitória de Guimarães          | 0-3, 0-1 |
| 2006/07   | Copa de la UEFA              | 2Q    |  | SV Mattersburg                | 1-1, 1-0 |
|           |                              | 1R    |  | Iraklis Thessaloniki          | 0-1, 2-0 |
|           |                              | GR    |  | Blackburn Rovers              | 1-2      |
|           |                              |       |  | AS Nancy                      | 1-2      |
|           |                              |       |  | FC Basel                      | 3-1      |
|           |                              |       |  | Feyenoord Rotterdam           | 1-3      |
| 2008/09   | Lliga de Campions de la UEFA | 2Q    |  | Beitar Jerusalem              | 1-2, 5-0 |
|           |                              | 3Q    |  | FC Barcelona                  | 0-4, 1-0 |
| 2008/09   | Copa de la UEFA              | 1     |  | Tottenham Hotspur FC          | 1–2, 1–1 |
| 2009/10   | Lliga de Campions de la UEFA | Q2    |  | Levadia Tallinn               | 1–1, 0–1 |
| 2010/11   | Lliga Europa de la UEFA      | Q2    |  | FK Šiauliai                   | 2–0, 5–0 |
| 2010/11   | Lliga Europa de la UEFA      | Q3    |  | FK Karabakh Agdam             | 0–1, 2–3 |
| 2011/12   | Lliga de Campions de la UEFA | Q2    |  | Skonto FC                     | 1–0, 2–0 |
| 2011/12   | Lliga de Campions de la UEFA | Q3    |  | Litex Lovech                  | 2–1, 3–1 |
| 2011/12   | Lliga de Campions de la UEFA | PO    |  | APOEL                         | 1–0, 1–3 |
| 2011/12   | Lliga Europa de la UEFA      | Group |  | FC Twente                     | 1–4, 2–1 |
| 2011/12   | Lliga Europa de la UEFA      | Group |  | Fulham FC                     | 1–0, 1–4 |
| 2011/12   | Lliga Europa de la UEFA      | Group |  | OB                            | 1–3, 2–1 |
| 2011/12   | Lliga Europa de la UEFA      | 1/16F |  | Standard Liège                | 1–1, 0–0 |

## Estadi

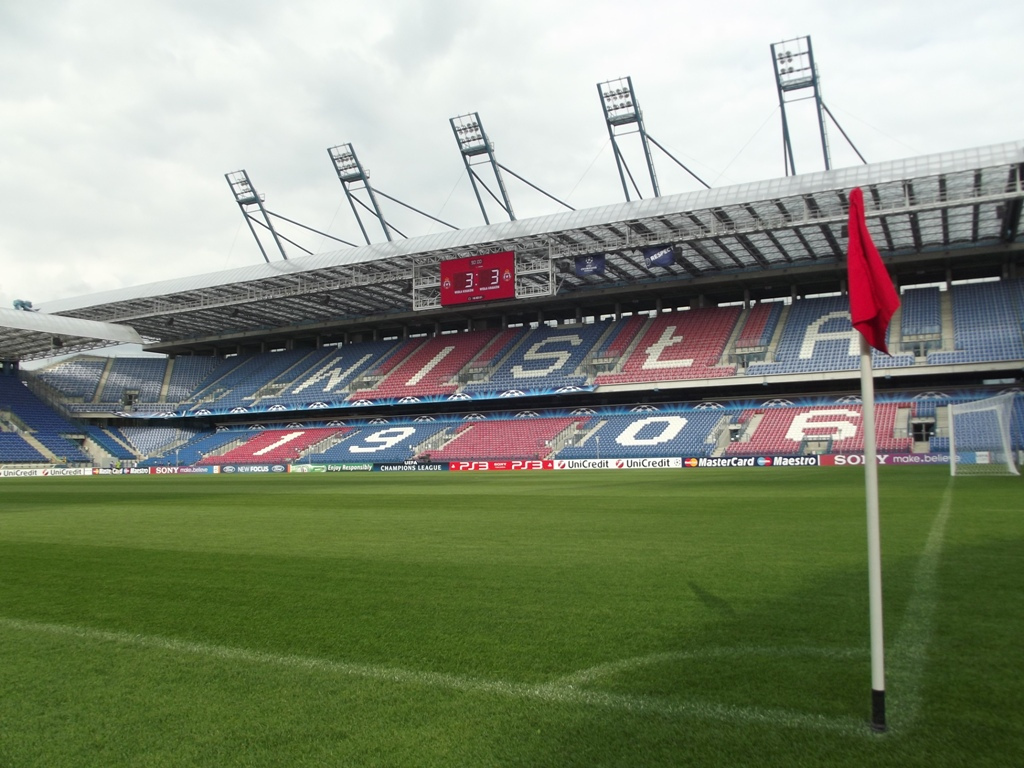
Estadi Wisla

L'Estadi Municipal Henryk Reyman, Stadion Miejski im. Henryka Reymana, seu del Wisła, és al número 22 del Carrer Reymonta de la ciutat de Cracòvia. Va ser construït el 1953 i té actualment una capacitat per a 15.850 espectadors, però està renovat per tal que pugui rebre 35.000 afeccionats. El seu rècord d'assistència data de la temporada 2007-08 quan el derbi estatal amb el Legia de Varsòvia va convocar 21.000 persones. Des del març del 2008 rep el nom del jugador i militar Henryk Reyman, que va formar part del Wisła als anys 20 i 30 del segle xx.
El Wisła és un equip que es fa fort al seu estadi, fins al punt que ostenta el rècord europeu de partits consecutius sense perdre a casa en competició domèstica: des del 16 de setembre del 2001 (quan va perdre contra el KSZO Ostrowiec Świętokrzyski fins a l'11 de novembre del 2006 (quan va perdre 2 a 4 contra el GKS Bełchatów. En aquest període va disputar 73 partits sense perdre, quantitat molt superior a l'anterior rècord polonès, 48 partits (que ostentava el Legia).

## Jugadors destacats
- Paweł Brożek
- Piotr Brożek
- Filip Kurto
- Grzegorz Lewandowski
- Radosław Sobolewski
- Maciej Żurawski

## Basquetbol
El Wisła ha estat campió polonès de bàsquet diversos cops:
- Lliga polonesa de bàsquet: 
  - 1r lloc (5): 1962, 1964, 1968, 1974, 1976

Actualment, el Wisła té també un equip de bàsquet femení.